# Еріх Келер
Еріх Келер (нім. Erich Koehler; 26 липня 1885, Хемніц — 14 січня 1955, Дюссельдорф) — німецький військовий ветеринар, доктор ветеринарії, генерал-лейтенант ветеринарної служби вермахту (1 квітня 1942). Кавалер Німецького хреста в сріблі.

## Біографія
1 жовтня 1904 року вступив однорічним добровольцем в 1-й гвардійський польовий артилерійський полк. 30 травня 1905 року відправлений в резерв. З 1 жовтня 1905 по 25 жовтня 1909 року навчався у Військовій ветеринарній академії. 25 жовтня 1909 року вступив добровольцем в 4-й гвардійський польовий артилерійський полк. З 31 березня 1910 по 1 травня 1911 року знову навчався у Військовій ветеринарній академії. З 1 травня 1911 року — ветеринар 38-го, з 1913 року — 3-го польового артилерійського полку, з 27 листопада 1916 року — 582-го шпиталю для коней при 5-му вищому командуванні сухопутних військ, з 1 лютого 1919 року — фрайкору «фон Гюльзен».
10 червня 1919 року призначений в 25-ту бригаду, 13 червня 1920 року — 8-го гірського полку. З 1 листопада 1920 року — 2-й асистент військового коваля-інструктора в Берліні. З 1 березня 1932 року — ветеринарний офіцер піхотного училища Дрездена. З 1 жовтня 1932 року — головний ветеринар 1-ї кавалерійської дивізії. З 1 грудня 1933 року — головний ветеринарний офіцер кавалерійського училища Ганновера.
З 1 травня 1935 року — головний ветеринар 12-го армійського корпусу, з 1 лютого 1944 року — групи армій «Північ», з 25 січня 1945 року — «Курляндія». 8 травня 1945 року взятий в полон радянськими військами. 3 жовтня 1953 року звільнений.

## Нагороди
- Залізний хрест 2-го і 1-го класу
- Почесний хрест ветерана війни з мечами
- Медаль «За вислугу років у Вермахті» 4-го, 3-го, 2-го і 1-го класу (25 років; 2 жовтня 1936) — отримав 4 нагороди одночасно.
- Застібка до Залізного хреста 2-го класу (1 жовтня 1939)
- Хрест Воєнних заслуг 2-го і 1-го класу з мечами
- Німецький хрест в сріблі (20 лютого 1945)